# Премія Ернста Любіча
Премія Ернста Любича (нім. Ernst-Lubitsch-Preis) — премія, якою за ініціативою Біллі Вайлдера нагороджуються німецькі режисери та актори «за найкращий персональний внесок у створення німецькомовної комедії». Премія названа на честь німецького кіноактора Ернста Любіча.
Фігуру Пана створив берлінський скульптор Еріх Фріц Ройтер (1911-1997). Бездопований приз зазвичай вручають 29 січня, у день народження Ернста Любіча. Проте церемонія нагородження може відбутися й пізніше.
На початку березня 2009 року нагороду вперше як почесну нагороду отримав американський комік і режисер Мел Брукс.

## Лауреати премії
- 2012: Fritzi Haberlandt за фільм Eine Insel namens Udo
- 2011: Софі Ройс за фільм Drei
- 2010: Leander Haußmann і Ezard Haußmann за фільм Dinosaurier — Gegen uns seht ihr alt aus!
- 2009 Мел Брукс (за весь доробок)
- 2008 Тільман Швайґер фільм «Красунчик»
- 2007 Юрген Фогель «Wo ist Fred?»
- 2006 Андреас Дрезен за фільм «Sommer vorm Balkon»
- 2005 Дані Леві за фільм «Alles auf Zucker! »
- 2004 — 2003 Douglas Wolfsperger за фільм «BELLARIA — so lange wir leben! »
- 2002 Christiane Hörbiger за фільм «Die Gottesanbeterin»
- 2001 Елізабет Шерер, Christel Peters і Gudrun Okras за фільм «Jetzt oder nie — Zeit ist Geld»
- 2000 Michael Gwisdek за фільм «Nachtgestalten»
- 1999 Том Тиквер за фільм «біжи, Лола, біжи»
- 1998 Моріц Бляйбтрой за фільм «Достукатися до небес»
- 1997 Гельмут Дітл за фільм «Rossini»
- 1996 Катя фон Гарньє за фільм « Küß mich! »
- 1995 Sönke Wortmann за фільм «Der bewegte Mann»
- 1994 Катя фон Гарньє за фільм «Abgeschminkt»
- 1993 Harald Juhnke за фільм «Schtonk! »
- 1992 Reinhard Schwabenitzky «Ilona & Kurti»
- 1991 Манфред Круг за свою творчість
- 1990 Франк Беєр та Wolfgang Kohlhaase за фільм «Der Bruch»
- 1989 Лоріо за фільм « Ödipussi»
- 1988 Персі Адлон за фільм «Кафе „Багдад“»
- 1987 Петер Тімм за фільм «Meier»
- 1986 Marianne Sägebrecht за фільм «Zuckerbaby»
- 1985 Ursela Monn за фільм «Einmal Ku'damm und zurück»
- 1984 Gerhard Polt за фільм «Kehraus»
- 1982 Отто Зандер за фільм «Der Mann im Pyjama»
- 1981 Marius Müller-Westernhagen за фільм «Theo gegen den Rest der Welt»
- 1980 Adelheid Arndt за фільм «1 + 1= 3»
- 1979 Michael Günther та Елізабет Бергнер за фільм «Der Pfingstausflug»
- 1978 Erwin Keusch за фільм «Das Brot des Bäckers?»
- 1977 Bernhard Sinkel за фільм «Der Mädchenkrieg»
- 1976 Гюнтер Лампрехт за фільм «Das Brot des Bäckers»
- 1975 Анжеліка Мілстер за фільм «Meine Sorgen möcht ich haben»
- 1974 Маріо Адорф за фільм «Reise nach Wien»
- 1974 Едгар Ріц за фільм «Reise nach Wien»
- 1973 Robert van Ackeren за фільм «Harlis»
- 1972 Herbert Fleischmann
- 1971 Sabine Sinjenза фільм «Wir Zwei»
- 1970 Werner Enke і May Spils «Nicht fummeln, Liebling»
- 1969 Jacob Sisters та Insterburg & Co. за фільм «Quartett im Bett»
- 1968 Корнелія Фробесс за фільм «Rheinsberg»
- 1967 Martin Held за фільм «Fast ein Held»
- 1966 — 1965 Rainer Erler «Seelenwanderung»
- 1964 Walter Buschhoff за фільм «Endlose Nacht»
- 1963 Thomas Fritsch  за фільм «Das Schwarz-weiß-rote Himmelbett»
- 1962 Gustav Knuth за фільм «Der Lügner»
- 1961 Герт Фрьобе за фільм «В ім'я Бога» / «Der Gauner und der liebe Gott»
- 1960 Ladislao Vajda за фільм «Ein Mann geht durch die Wand»
- 1959 Гайнц Рюманн за фільм «Людина проходить крізь стіну» / «Ein Mann geht durch die Wand»
- 1958 Курт Гоффманн, Liselotte Pulver, Wolfgang Neuss за фільм «Das Wirtshaus im Spessart»
- 1957 Курт Гоффманн за фільм «Bekenntnisse des Hochstaplers Felix Krull»